# وینسنت متیوس

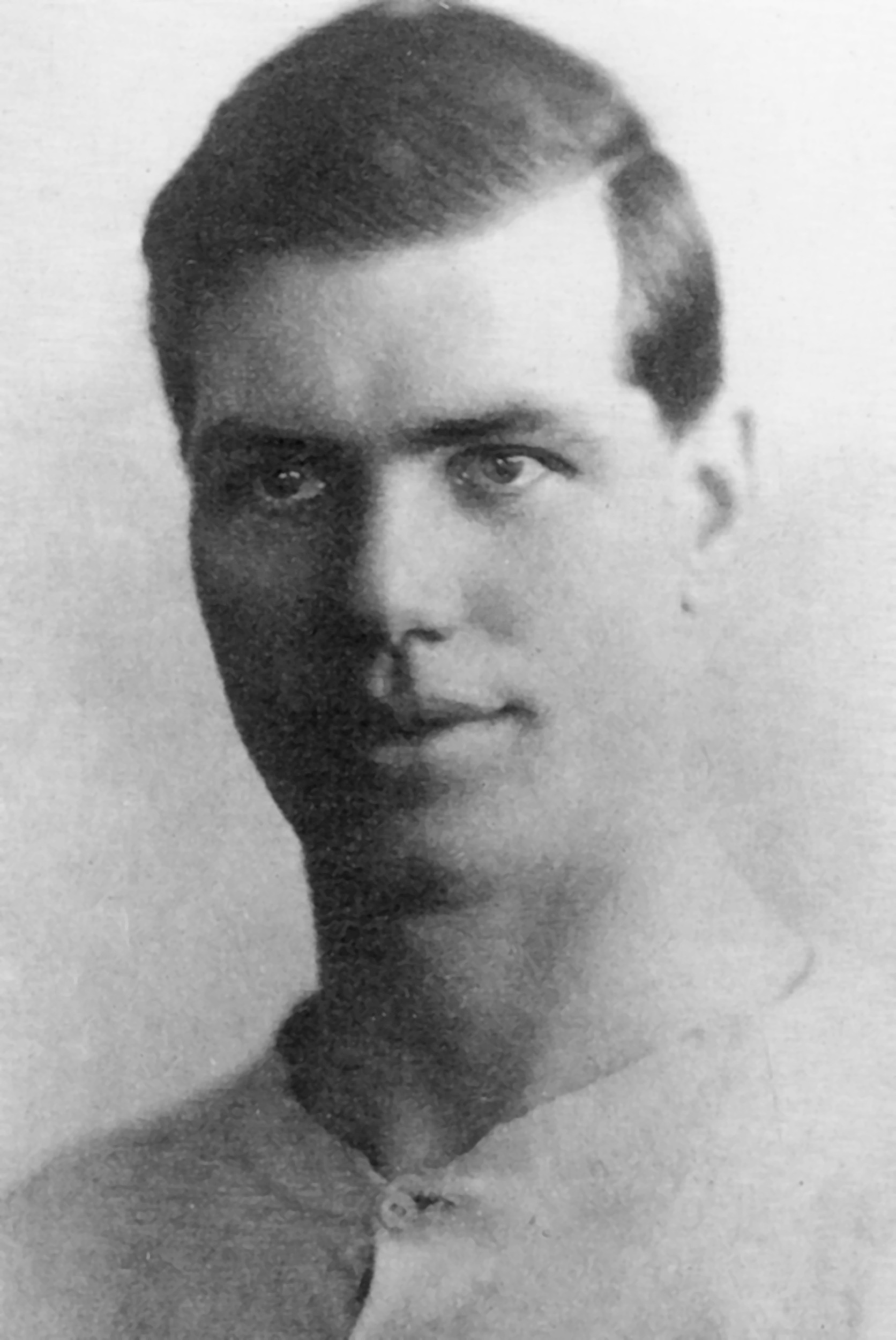
وینسنت متیوس

وینسنت متیوس (به انگلیسی: Vincent Matthews) بازیکن فوتبال زادهٔ ۱۵ ژانویه ۱۸۸۶ اهل کشور انگلستان که سابقهٔ بازی در تیم ملی فوتبال انگلستان را در کارنامهٔ خود دارد. وی در تاریخ ۱۷ مه ۱۹۲۸ نخستین بازی ملی خود را در مقابل تیم ملی فوتبال فرانسه انجام داد و با حضور در ۲ بازی ملی، در تاریخ ۱۹ مه ۱۹۲۸ واپسین بازی ملی‌اش را در برابر تیم ملی فوتبال بلژیک برگزار کرد.
این بازیکن توانسته در بازی‌های ملی، ۱ گل به ثمر برساند.